# Acquedotto del Fiora
L'acquedotto del Fiora è un'infrastruttura di approvvigionamento idrico che permette il rifornimento d'acqua potabile all'intera provincia di Grosseto e parte della provincia di Siena. L'acquedotto è gestito dall'omonima azienda che ha sede presso Grosseto.

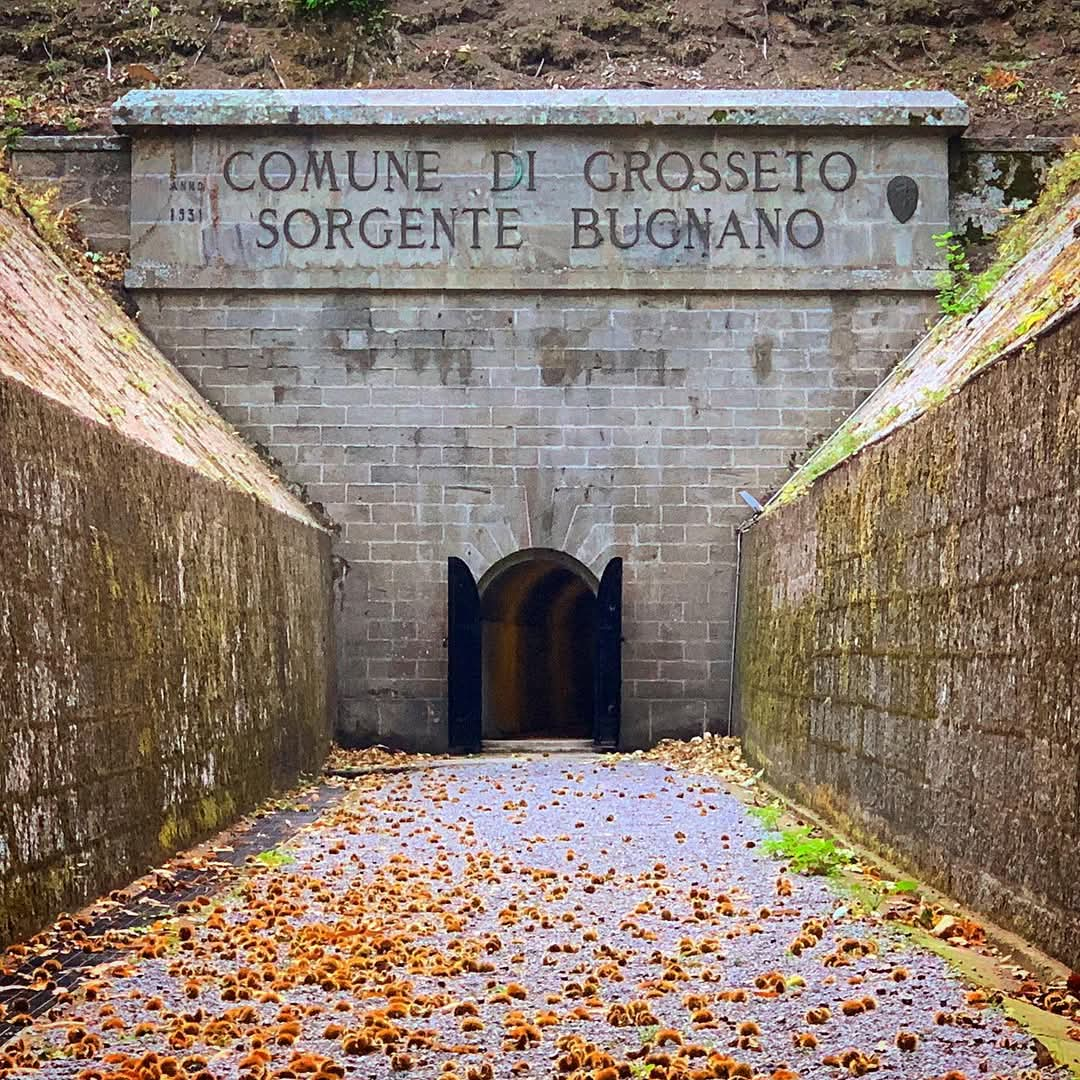
La sorgente di Bugnano, sul Monte Amiata

## Storia
L'acquedotto del Fiora fu costruito a partire dagli anni trenta del secolo scorso, contemporaneamente all'aumento demografico che si verificò soprattutto nelle aree pianeggianti costiere della provincia di Grosseto. Lo scopo dell'infrastruttura era, infatti, quello di portare grosse quantità d'acqua dall'area montana dell'Amiata (che da sempre ne è ricchissima) verso la pianura e la fascia costiera.
Con la riforma agraria che seguì la completa bonifica della Maremma e l'eliminazione del rischio malaria legato alla presenza della zanzara anofele, le aree pianeggianti conobbero, a partire dal dopoguerra, un ulteriore ed esponenziale incremento demografico, grazie all'arrivo di numerosi immigrati, provenienti soprattutto dall'Italia nord-orientale - Veneto in primis - (attività agricole) ma anche dall'Abruzzo e dalla Sardegna (pastorizia). La richiesta d'acqua aumentava sempre più con il passare del tempo, rendendo necessario, pertanto, un continuo implemento e sviluppo della nuova infrastruttura acquedottifera.
Inoltre, il boom del turismo estivo verso le località costiere, che si è verificato negli ultimi decenni, ha richiesto ulteriori interventi per evitare razionamenti e carenze d'acqua, specialmente nei siccitosi, che ha portato alla creazione di numerosi invasi, sia nelle aree collinari che pianeggianti.

## Situazione attuale
L'acquedotto attinge dalle numerosi sorgenti d'acqua di cui è ricco il cono vulcanico del Monte Amiata e prende la denominazione dal corso d'acqua principale che origina dall'area di questo massiccio montuoso; a valle, viene ulteriormente alimentato da alcuni invasi artificiali di raccolta di acqua piovana.
Nel periodo primaverile ed estivo, proprio quando gli invasi artificiali della pianura sono spesso vuoti a causa della scarsità di precipitazioni che interessano la Maremma, l'infrastruttura deve far fronte ad una maggiore domanda di acqua dovuta sia alle attività agricole che alle numerose presenze turistiche nell'intera zona.
Per limitare i rischi di possibili razionamenti idrici, è stato recentemente aperto l'impianto di dissalazione all'Isola del Giglio (gestito dall'omonima azienda) e sono allo studio progetti per la realizzazione di nuovi dissalatori anche lungo la fascia costiera continentale, in modo da poter risolvere definitivamente i problemi legati al rifornimento idrico e ai ricorrenti periodi di siccità che hanno determinato una condizione di aridità strutturale sia nella pianura maremmana che sulle isole dell'Arcipelago Toscano.

Negli ultimi anni, inoltre, è in corso un'intensa attività di manutenzione per rinnovare le condutture in modo da limitare il più possibile la percentuale di acqua che viene persa durante il percorso. Attualmente, l'infrastruttura è il più grande acquedotto della Toscana e uno dei maggiori, sia dell'Italia centrale che dell'intero territorio nazionale italiano.

## Il Gestore del SII
AdF,  Acquedotto del Fiora SpA, con delibera n. 477 del 12 luglio 1983 della Regione Toscana, si è costituita come Consorzio di Comuni. A seguito del profondo processo di riorganizzazione del settore idrico avviato negli anni ‘90 si trasforma prima in Azienda Speciale e nel 1999 diventa Società per Azioni. Dal 1.1.2002 la Società diventa Gestore Unico del Servizio Idrico Integrato (S.I.I.) nella Conferenza Territoriale Ottimale n.6 “Ombrone” (ex ATO 6) e si occupa dell’insieme dei servizi di captazione, adduzione e distribuzione di acqua ad uso civile, di fognatura e di depurazione delle acque reflue. Diviene così il più vasto ATO della Regione Toscana trovandosi a gestire le reti (acquedotti e fognature) e gli impianti (potabilizzatori, depuratori, dissalatori, etc.) di 55 Comuni - tutti e 28 quelli della provincia di Grosseto e 27 della provincia di Siena - che insieme compongono l’ATO 6 “Ombrone”. Nel 2004, recependo il quadro normativo introdotto dalla L.36/1994 (cd “Legge Galli) e la strada legislativa intrapresa dalla Comunità Europea, a seguito della gara indetta per la scelta del Socio Privato al quale affidare il 40% del capitale sociale, c’è l’avvio della gestione “mista” pubblico-privata: a fianco dei Comuni entra in squadra Ombrone SpA. La sede legale è ospitata presso la palazzina Tempesti, in viale Mameli a Grosseto.